# 죵리
죵리(일본어: ジョンリ 죵리[*],Jyongri, 1988년 8월 30일~ )은 일본에서 활동하는 싱어 송 라이터다. 일본 오사카 출신으로, 부모님이 재일 한국인이지만 자신은 현재 일본에 귀화한 상태다.
본명은 조종리(趙鍾李)인데 2010년 11월 일간 겐다이(日刊ゲンダイ)의 인터뷰에서 이름의 한자가 鍾李라고 밝혔다. 해외에서는 자신을 Jyongri Cho로 소개하고 있다.
어린 시절 국제 학교에 다녔기 때문에 영어에 능통하며 해외의 다양한 문화와 음악을 접하면서 독자적인 세계관과 창의력을 형성했다. 아오야마 테루마가 국제 학교 동기생이다.

## 학력
- 오사카 국제 학교(일본어: 大阪インターナショナルスクール)
- 와세다 대학 국제 교양학부(일본어: 早稲田大学国際教養学部)

## 음반

### 싱글
- Possession／My All For You(CD) (2006년) - 데뷔 싱글
- Hop, Step, Jump!(CD) (2007년)
- Lullaby For You(CD) (2007년)
- Kissing Me(CD) (2008년)
- Unchanging Love -君がいれば-(CD) (2008년)
- Winter Love Story(CD) (2008년)
- Maybe Someday(CD) (2009년)
- 無敵な愛(CD) (2009년)
- Without You(CD) (2010년)

### 앨범
- Close To Fantasy(CD+DVD) (2007년)
- Love Forever(CD+DVD) (2008년)

### 베스트 음반
- JYONGRI BEST TRACKS(CD+DVD) (2010년)

### 참여 및 미수록곡
- Sky Blue(Feat. Sound Around) (2009년)
- Walking (2010년)
- SUMMER LOVE(Feat. MAKAI) (2011년)
- Free My Soul (2012년)